# Tonehjul
Et tonehjul er et elektromekanisk apparat, der kan danne  elektriske svingninger.
Et tonehjul er et simpelt elektromekanisk apparat til dannelse af elektromagnetiske svingninger, også kaldet en oscillator. Det er bl.a. benyttet i de tidligere meget udbredte Hammondorgler. Det blev opfundet omkring 1910 af Rudolph Goldschmidt og fandt først anvendelse i tidlige radiomodtagere som stødtoneoscillator, for at gøre morsesignaler hørbare i en tid før radiorøret muliggjorde en rent elektrisk oscillator.

## Beskrivelse
Tonehjolet består af en synkronmotor, dvs. en elektromotor med konstant omdrejningstal og en gearkasse, der driver et eller flere roterende hjul. Hvert hjul har langs kanten et antal afrundede tænder. Disse tænder danner en bestemt frekvens, når hjulet roterer tæt ved en magnet og en pickup-spole, konstruktionen minder meget om en guitar-pickup. Når en tand nærmer sig pickup'en, koncentrerer den magnetfeltet og øger magnetfeltet, der går gennem spolen. Denne ændring inducerer en svag elektrisk strøm, og når tanden fjerner sig igen, svækkes magnetfeltet, hvilket inducerer en svag strøm i den modsatte retning. Frekvensen af de dannede svingninger afhænger af antallet af tænder og hjulets rotationshastighed. 
Typisk er spolen forbundet til en forstærker gennem et system af kontakter, modstande og transformatorer. Derved kan svingningerne, der repræsenterer én tone, mikses med svingninger fra andre spoler. En grundtone kan blandes med overtoner for at skabe en mere kompleks tone. 
Det varierende magnetfelt fra ét tonehjul indvirker også på spolerne fra nabotonehjulene i et Hammondorgel. Denne ”læk” ændrer klangen på de spillede toner. I nogle tilfælde er dette uønsket, i andre tilfælde værdsættes den særlige klang. I digitale simuleringer af Hammondorgler kan denne effekt slås til og fra.